# Hana wa Saku, Shura no Gotoku
Hana wa Saku, Shura no Gotoku (花は咲く、修羅の如く n.đ. "Đoá hoa nở rộ, tựa như A-tu-la"), hay được gọi đơn giản là Hanashura, là một bộ manga do Takeda Ayano viết và Musshu minh họa. Bộ truyện được đăng dài kỳ trên tạp chí manga seinen Ultra Jump của Shueisha từ tháng Sáu năm 2021. Bộ anime truyền hình chuyển thể do xưởng phim Studio Bind sản xuất hoạt hoạ được ra mắt vào tháng 1 năm 2025.

## Nhân vật
Haruyama Hana (春山 花奈)
Lồng tiếng bởi: Fujidera Minori
Usurai Mizuki (薄頼 瑞希)
Lồng tiếng bởi: Shimabukuro Miyuri

## Truyền thông

### Manga
Dưới ngòi bút của Takeda Ayano và phần minh họa do Musshu phụ trách, Hana wa Saku, Shura no Gotoku bắt đầu phát hành dài kỳ trên tạp chí manga seinen Ultra Jump của Shueisha từ tháng Sáu năm 2021. Tính đến tháng Sáu năm 2024, bộ truyện đã cho ra mắt 7 tập tankōbon.
| # | Ngày phát hành       | ISBN              |
| - | -------------------- | ----------------- |
| 1 | 19 tháng 1 năm 2022  | 978-4-08-892171-6 |
| 2 | 18 tháng 5 năm 2022  | 978-4-08-892322-2 |
| 3 | 16 tháng 9 năm 2022  | 978-4-08-892445-8 |
| 4 | 17 tháng 2 năm 2023  | 978-4-08-892608-7 |
| 5 | 19 tháng 7 năm 2023  | 978-4-08-892764-0 |
| 6 | 19 tháng 12 năm 2023 | 978-4-08-893061-9 |
| 7 | 19 tháng 6 năm 2024  | 978-4-08-893290-3 |
| 8 | 17 tháng 1 năm 2025  | 978-4-08-893535-5 |
| 9 | 17 tháng 8 năm 2025  | 978-4-08-893789-2 |

### Anime
Ngày 12 tháng 6 năm 2024, phía uỷ ban sản xuất đã công bố bộ anime truyền hình chuyển thể của tựa manga. Phim do Studio Bind sản xuất, Uwano Ayumu đạo diễn, Fudeyasu Kazuyuki chấp bút phần kịch bản, và Aine Kou phụ trách công đoạn thiết kế nhân vật. Bộ phim dự kiến lên sóng từ ngày 7 tháng 1 năm 2025 trên Nippon TV và BS NTV. Nhạc hiệu mở đầu của tác phẩm "Jibun Kakumei" (自分革命) do nhóm nhạc Shishamo trình bày, trong khi ca khúc kết phim "Rōrō" (朗朗) lại do Satō thể hiện. Tropics Entertainment phụ trách phát hành bộ phim tại Việt Nam thông qua bản dịch phụ đề do A4VFamily và Hareshi đảm nhận.

#### Tập phim
| TT. | Tiêu đề                                                | Đạo diễn                       | Biên kịch         | Bảng phân cảnh                 | Ngày phát hành gốc  |
| --- | ------------------------------------------------------ | ------------------------------ | ----------------- | ------------------------------ | ------------------- |
| 1   | "Hana no Mizuki" (tiếng Nhật: 花奈と瑞希)              | Uwano Ayumu                    | Fudeyasu Kazuyuki | Uwano Ayumu                    | 7 tháng 1 năm 2025  |
| 2   | "Suki to Sainō" (tiếng Nhật: 好きと才能)               | Nakagami Yuki                  | Fudeyasu Kazuyuki | Uwano Ayumu                    | 14 tháng 1 năm 2025 |
| 3   | "Yume to Otomari" (tiếng Nhật: 夢とお泊まり)           | Ranzaki Akari                  | Fudeyasu Kazuyuki | Ranzaki Akari                  | 21 tháng 1 năm 2025 |
| 4   | "Hajimete to Tomodachi" (tiếng Nhật: 初めてと友達)     | Takatsudo Tomosaki             | Taniuchi Naoto    | Takatsudo Tomosaki             | 28 tháng 1 năm 2025 |
| 5   | "Aoharu to Amagasa" (tiếng Nhật: アオハルと雨傘)       | Nagashima Hiroki               | Fudeyasu Kazuyuki | Shibuya Ryōsuke                | 4 tháng 2 năm 2025  |
| 6   | "Genkō to Pankēki" (tiếng Nhật: 原稿とパンケーキ)      | Domon Ken'ichi                 | Taniuchi Naoto    | Domon Ken'ichi                 | 11 tháng 2 năm 2025 |
| 7   | "Ane to Otōto" (tiếng Nhật: 姉と弟)                    | Yukihiro Komao                 | Taniuchi Naoto    | Mochizuki Tomomi               | 18 tháng 2 năm 2025 |
| 8   | "Manzoku to Mi-kansei" (tiếng Nhật: 満足と未完成)      | Tsuji Sayaka                   | Taniuchi Naoto    | Tsuji Sayaka, Nagashima Hiroki | 25 tháng 2 năm 2025 |
| 9   | "Osoroi to Sure Chigai" (tiếng Nhật: お揃いとすれ違い) | Kitamura Mitsumoto             | Taniuchi Naoto    | Shibuya Ryōsuke                | 5 tháng 3 năm 2025  |
| 10  | "Tachibana to Kakugo" (tiếng Nhật: 橘と覚悟)           | Kawagishi Kazuki               | Taniuchi Naoto    | Mochizuki Tomomi, Uwano Ayumu  | 11 tháng 3 năm 2025 |
| 11  | "Nakama to Kazoku" (tiếng Nhật: 仲間と家族)            | Nagashima Hiroki, Tateno Yuki  | Fudeyasu Kazuyuki | Nagai Shinpei                  | 19 tháng 3 năm 2025 |
| 12  | "Hana to Shura" (tiếng Nhật: 花奈と修羅)               | Takatsudo Tomoaki, Uwano Ayumu | Fudeyasu Kazuyuki | Takatsudo Tomoaki, Uwano Ayumu | 26 tháng 3 năm 2025 |